# بضع عضل البواب
بضع عضل البواب هي عملية جراحيةٌ تجرى بإحداث شق في العضلات الطولية والدائرية للبواب وتستخدم لعلاج حالة تضيق البواب الضخامي. ويتم خلال العملية قطع العضلات المتضخمة على طول الجسم بالكامل حتى ينتفخ الغشاء المخاطي، وفي حالة إصابة هذا الأخير، تتم خياطته أفقيًا باستخدام غرز متقطعة أو خيوط من الحرير.
تُعرف هذه العملية أيضا باسم عملية رامستيد، نسبةً لطبيب جراح يُدعى كونراد رامستيد [الإنجليزية] الذي أجرى العملية في عام 1911. علمًا أنَّ هاولد ستايلز [الإنجليزية] أول من قام بإجراء هذه العملية، في عام 1910.